# Макмастер, Бадди
Хью Аллан (Бадди) Макмастер (англ. Hugh Allan 'Buddy' MacMaster; 18 октября 1924, Тимминс, Онтарио — 20 августа 2014, Жудик, Новая Шотландия) — канадский музыкант, исполнитель на народной скрипке, представитель кейп-бретонской скрипичной традиции. Прозванный «королём джиги» Макмастер был членом Зала славы традиционной шотландской музыки, лауреатом премии Международного альянса фолк-музыки и кавалером ордена Канады.

## Биография
Бадди Макмастер, второй сын в многодетной семье, родился в 1924 году в семье переселенцев из Новой Шотландии в городке Тимминс (Онтарио), где его отец Джон Дункан Макмастер работал в шахте. В 1929 году семья Макмастеров вернулась на Кейп-Бретон в Новой Шотландии, где Бадди провёл большую часть жизни.
Как Джон, так и мать Бадди, Сара Агнес, были музыкантами-любителями. Мальчика укладывали спать, напевая ему джиги вместо колыбельных, и в раннем детстве он игрался с двумя кусочками дерева, делая вид, будто играет на скрипке. Бадди сыграл свою первую джигу в 11-летнем возрасте на отцовской скрипке. Он учился скрипичному мастерству, следя за игрой признанных кейп-бретонских фидлеров, сохранявших многовековые традиции кельтской народной музыки. В 15 лет он впервые получил оплаченный заказ на игру на танцах, а с 1949 года постоянно играл на танцах и праздниках.
Сам Макмастер расценивал свою скрипичную игру как хобби, а основным источником заработка с 1943 года служила работа телеграфиста и станционного смотрителя Канадской национальной железной дороги. Однако его мастерство высоко оценивалось окружающими: в 1953 году он был приглашён выступать на открытии новошотландского телевизионного канала CJCB TV, а позже несколько лет играл в телевизионном музыкальном сериале CBC «Кейли», названном в честь шотландского народного танца. С 1979 года пьесы в исполнении Макмастера включались в альбомы традиционной кельтской музыки.
В первой половине 80-х годов Макмастер несколько раз выезжал на гастроли в Шотландию с Симфоническим оркестром Кейп-Бретона (специализирующимся на исполнении народной скрипичной музыки), используя эти поездки для приобщения к народным корням своей музыки. В 1989 и 1991 годах, в возрасте 65 лет (и только после ухода на пенсию с железной дороги), вышли его первые сольные альбомы, где партию фортепиано вёл Джон Моррис Рэнкин, а партию гитары во втором альбоме — Дэвид Макайзек. В 1992 и 2000 годах компания SeaBright Productions выпустила два фильма-концерта, посвящённых его творчеству.
Бадди Макмастер был женат с 1968 года на Мари Битон, которая родила ему двух детей — Аллана и Мэри. Племянник Бадди Эшли Макайзек и племянница Натали Макмастер также стали известными исполнителями народных мелодий. Эшли Макайзек был одним из многочисленных учеников Бадди (который преподавал музыку в Инвернессе и на шотландском острове Скай), а Натали записала вместе с ним несколько дисков в последние годы его музыкальной карьеры. По словам Натали, она выросла на творческой манере Бадди, приподнятой и богатой на нюансы, которую среди молодых музыкантов называли «воодушевление Бадди Макмастера» (англ. Buddy MacMaster lift).
Бадди Макмастер умер от инфаркта у себя дома, в Джудике (Новая Шотландия), несколько месяцев не дожив до своего 90-летия.

## Награды и звания
Бадди Макмастер был удостоен ряда федеральных и провинциальных наград Канады:
- Медаль Канады (1993)[2]
- Кавалер ордена Канады (2001, как «символ кейп-бретонской музыкальной традиции» и «посланник канадской музыки», играющий ведущую роль в возрождении кельтской культуры в Канаде и за рубежом)[4]
- Кавалер ордена Новой Шотландии (2003)[2]

Макмастеру присвоено звание почётного доктора Университета святого Франциска Ксаверия и Университетa Кейп-Бретона. В 2006 году он был удостоен награды Музыкальной ассоциации Восточного побережья за достижения карьеры и в том же году стал первым небританским исполнителем, чьё имя было включено в списки Зала славы традиционной шотландской музыки. В 2014 году Макмастер стал третьим канадцем, получившим премию базирующегося в США Международного альянса фолк-музыки после Стэна Роджерса и Эдит Фоук

## Дискография

### Сольные записи
| Дата релиза | Название                                                               | Лейбл                         | Продажи | Позиции в чартах | Сертификация |
| ----------- | ---------------------------------------------------------------------- | ----------------------------- | ------- | ---------------- | ------------ |
| 1989        | Judique on the Floor                                                   | Sea-Cape                      |         |                  |              |
| 1991        | Glencoe Hall                                                           | BM-91                         |         |                  |              |
| 2000        | The Judique Flyer                                                      | Stephen MacDonald Productions |         |                  |              |
| 2003        | Buddy MacMaster - Cape Breton tradition                                | Rounder Select                |         |                  |              |
| 2005        | Natalie and Buddy MacMaster: Traditional Music from Cape Breton Island | MacMaster                     |         |                  |              |

### Сборники
| Дата релиза | Название                                | Лейбл                         | Продажи | Позиции в чартах | Сертификация |
| ----------- | --------------------------------------- | ----------------------------- | ------- | ---------------- | ------------ |
| 1979        | Atlantic Fiddling                       | CBC                           |         |                  |              |
| 1998        | My Roots are Showing. Natalie MacMaster | Warner Music Canada           |         |                  |              |
| 1999        | Cape Breton Connection                  | Stephen MacDonald Productions |         |                  |              |
| 2001        | Cape Breton by Request                  | Stephen MacDonald Productions |         |                  |              |
| 2002        | Heart of Cape Breton                    | Smithsonian Folkways          |         |                  |              |